# Paul Daisuke Narui
Paul Daisuke Narui SVD (* 24. November 1973 in Iwakura) ist ein japanischer Ordensgeistlicher und römisch-katholischer Bischof von Niigata.

## Leben
Paul Daisuke Narui trat 1986 in das Knabenseminar der Steyler Missionare ein und legte am 9. März 2000 in dieser Ordensgemeinschaft die ewige Profess ab. Von 1997 bis 2001 studierte er an der Nanzan-Universität und erwarb das Lizenziat ion Moraltheologie. Am 10. März 2001 empfing er in der Kirche von Nanzan in Nagoya das Sakrament der Priesterweihe.
Bis 2004 war er in Japan in der Seelsorge tätig und hielt sich dann zwei Jahre zur weiteren Ausbildung in den Vereinigten Staaten auf. Von 2006 bis 2008 war er in seiner Ordensgemeinschaft Präfekt für die Postulanten und anschließend bis 2011 für die Ordensbrüder mit zeitlicher Profess. Neben verschiedenen Funktionen, die er in seiner Ordensprovinz übernahm, war er von 2006 bis 2015 Mitarbeiter von Caritas Japan. In dieser Funktion war er nach dem Tōhoku-Erdbeben 2011 für die Verteilung der Hilfsgüter in den betroffenen Gebieten verantwortlich. Von 2015 bis zur Ernennung zum Bischof war er an der Generalkurie der Steyler Missionare in Rom Sekretär für Gerechtigkeit und Frieden.
Papst Franziskus ernannte ihn am 31. Mai 2020 zum Bischof von Niigata. Der Erzbischof von Tokio, sein Amtsvorgänger Tarcisio Isao Kikuchi SVD, spendete ihm am 22. September 2020 in der Kathedrale von Niigata die Bischofsweihe. Mitkonsekratoren waren der Bischof von Yokohama, Rafael Masahiro Umemura, und der Bischof von Sapporo, Bernard Taiji Katsuya.